# José Ignacio Escobar Vallejo
José Ignacio Escobar Vallejo (Medellín; 1979). Publicó en 2010 Historia de un hombre que soñó (Hombre Nuevo Editores). El mismo año ganó el Premio Nacional de Cuento Jorge Gaitán Durán con el libro Tiempo de zozobra. Finalista en 2020 del II Premio de Poesía Pedro Lastra. Fue colaborador del Boletín Cultural y Bibliográfico del Banco de la República de Colombia.

## Distinciones
- Ganador del Concurso Nacional de Cuento Jorge Gaitán Durán 2010.
- Finalista del II Premio de Poesía Pedro Lastra 2020.

- Datos: Q27811412